# Javán
Javán o Yaván (Idioma hebreo יָוָן, Yavan, Hebreo tiberiano Yāwān) es dentro del relato bíblico hebreo y judeocristiano uno de los hijos de Jafet. Se le menciona en el primer libro de la Biblia, Génesis.
Fue padre de cuatro hijos: Elisá, Tarsis, Kitim y Dodanim. Al parecer la tradición hebrea los concebía a éstos como los antecesores de varios pueblos del ámbito del Mediterráneo y el Egeo. Elisá parece corresponder a Alasiya, un estado antiguo de Chipre, o a Elisa, nombre de la mítica fundadora de Cartago; Tarsis podría tener que ver con la cultura de Tartessos, en el sur de la península ibérica, o estar situado en el sur de Asia Menor; Kitim se relaciona con Chipre, y Dodanim con la isla de Rodas.
El nombre griego Iones corresponde al país heleno de Jonia, y Javán podría ser su transliteración hebrea. En otros idiomas como el persa, se translitera como Iamanu y Yauna. En la Biblia existen ciertas referencias a los descendientes de Javán, que también permiten conjeturar que se trataba de los griegos, describiéndolos por ejemplo como comerciantes junto a Tubal para mercadear hombres (esclavos), recipientes de bronce y otros productos (ver también Isaías 66:19, Ezequiel 27:13,19, Zacarías 9:13, 1 Crónicas 1:7).
- Datos: Q1684266